# Gerardo Salvador Merino
Gerardo Salvador Merino (Herrera de Pisuerga, 8 de septiembre de 1910 - Barcelona, 31 de julio de 1971) fue un político y notario español de ideología falangista, primer dirigente de los Sindicatos Verticales.
Partidario de Manuel Hedilla en el transcurso de la Guerra Civil, posteriormente, durante los primeros años de la dictadura franquista, desde su puesto como líder de los sindicatos tuvo un destacado papel en la colaboración con la Alemania nazi. Considerado una persona ambiciosa, en su ascenso dentro de la administración franquista logró amasar un gran poder, pero también generó numerosos enemigos en su contra. Siguió manteniendo un gran poder e influencia política hasta mediados de 1941, cuando una acusación de haber pertenecido a la masonería supuso su inmediata caída en desgracia. Alejado de los círculos de poder, durante el resto de su vida se dedicó a actividades empresariales.

## Biografía

### Primeros años
Nació el 8 de septiembre de 1910 en la localidad palentina de Herrera de Pisuerga. Sus padres eran propietarios de un molino en su pueblo natal. Durante los primeros meses de la Segunda República llegó a afiliarse al sindicato UGT, siendo miembro de su ala más radical. Según algunos autores, al parecer también habría militado en el PSOE. En mayo de 1933 un atentado contra su padre —alcalde y militante de la CEDA— conllevó la muerte por error de su madre, hecho que probablemente marcó su ulterior senda política. Trasladado a Madrid, realizó estudios de derecho en la Universidad Central, llegando a afiliarse a la FUE. En la capital frecuentó las tertulias del Café Lion, y a finales de 1933 conoció allí a José Antonio Primo de Rivera, con quien trabó amistad y quien le animó a vincularse con Falange Española (FE). Afiliado a FE en enero de 1934, se encargó de acentuar el ala obrerista y sindical del partido. Tras terminar la carrera de Derecho, en 1935 obtuvo plaza de notario en Puentes de García Rodríguez, donde asumió la jefatura local de Falange.

### Guerra Civil
Tras el estallido de la Guerra Civil combatió en el frente de Asturias, siendo herido un par de veces. Partidario de Manuel Hedilla, en 1937 fue designado por este jefe provincial de Falange en La Coruña. Pronto se hizo impopular entre la clase media por su dialéctica obrerista, habiendo llegado a acuñar el lema «abajo la burguesía». Durante su etapa en Galicia mantuvo una estrecha amistad con Germán Álvarez de Sotomayor. Buen orador y con buenas dotes organizativas, en 1938 logró reunir en la plaza de toros de La Coruña a una multitud de falangistas, invitando al general Juan Yagüe, quien reivindicó con ardor la revolución nacional-sindicalista; este discurso le habría valido a Gerardo Salvador la destitución inmediata de su cargo. Poco después se incorporaría al ejército, permaneciendo en el frente durante el último año de guerra. En marzo de 1939 participó en la expedición del buque Castillo de Olite, hundido por los republicanos, si bien Salvador Merino logró salvar la vida.

### Delegado nacional de Sindicatos
Tras el fin de la guerra civil, en un marco de tendencia a la fascistización del régimen, el 9 de septiembre de 1939 fue nombrado delegado nacional de sindicatos, delegación desgajada del difunto ministerio de Organización y Acción Sindical y que controlaría toda la estructura sindical. A diferencia de otros jerarcas de FET y de las JONS, a Salvador Merino se le concedieron poderes expresos para la organización de los nuevos sindicatos. A lo largo de los siguientes meses, octubre y noviembre, se dedicó a la tarea de edificar una estructura administrativa para los sindicatos, llegando a incorporar a parte de los cuadros procedentes de antiguas organizaciones sindicales. Durante noviembre realizó un gran número de nombramientos, que incluyeron 35 nuevos delegados provinciales. Su retórica populista y revolucionaria le convirtieron bien pronto en una de las figuras más importantes dentro de la jerarquía de Falange, lo que a su vez también le supuso numerosos conflictos con otros dirigentes franquistas.
Además de su cargo al frente de los Sindicatos, también fue miembro del Consejo Nacional de FET y de las JONS. En el seno del partido único Gerardo Salvador no se identificó claramente con ninguna facción interna, si bien se sentía más cercano a militares falangistas como Juan Yagüe o Agustín Muñoz Grandes.
Uno de los primeros objetivos de Salvador Merino fue movilizar a la organización sindical para hacer frente al rampante desempleo, que en 1940 alcanzó unas cifras oficiales de 500 000 personas en situación de paro; dio directivas a sus delegados provinciales para que propusieran planes de empleo. A iniciativa de Salvador Merino, el 26 de enero de 1940 el régimen franquista promulgó la nueva Ley de Unidad Sindical que establecía que empresarios y trabajadores se integrarían en una única organización sindical bajo el mando de FET y de las JONS. No obstante, Gerardo Salvador era partidario de una autonomía sindical respecto al resto del «Movimiento». Como parte del nuevo entramado sindical, en la primavera de 1940 puso en marcha un nuevo periódico que en junio acabaría quedando configurado como el diario Pueblo. 
El 31 de marzo de 1940, durante el primer aniversario por la victoria de la Guerra civil, logró convocar y reunir una gran masa de obreros desfilando por Madrid, provocando las iras de los sectores más derechistas del régimen franquista. Las actividades y ambiciones de Salvador Merino le hicieron ganarse un buen número de enemigos entre los dirigentes franquistas, muchos de los cuales lo veían como un fascista subversivo y un «cripto-rojo». En el seno del Ejército contó con la visceral oposición, entre otros, del general Andrés Saliquet. Consciente de su inviabilidad política, Ramón Serrano Suñer llegó a ofrecerle la posibilidad de ocupar la cartera de Trabajo, aunque Salvador rechazó esta propuesta por considerar que ello implicaría perder el control sobre los sindicatos.
Abiertamente simpatizante de la Alemania nazi, coincidiendo con los primeros años de la Guerra mundial tuvo un destacado papel en las relaciones hispano-alemanas. Al igual que Pedro Gamero del Castillo, Salvador Merino mantuvo estrechos contactos con personas y organizaciones nazis. En octubre de 1940 fue uno de los jerarcas del régimen que recibió en Madrid al líder nazi Heinrich Himmler, durante su visita a España. No obstante, el delegado nacional de Sindicatos mantenía estos contactos de forma directa, sin hacerlo por los conductos normales a través del Servicio Exterior de Falange, lo que suponía un desafío a los procedimientos del partido. El jefe del Partido Nazi en Madrid, Hans Thomsen, hizo los preparativos para que Merino pudiera realizar una visita especial a Alemania. En abril de 1941 viajó a Alemania, donde quedó impresionado por el modelo sindical nazi; se reunió con Rudolf Hess, Robert Ley, Joachim von Ribbentrop y Joseph Goebbels. Según propagaron entonces sus enemigos entre los círculos de poder de Madrid, en realidad Gerardo Salvador habría ido a Alemania a recabar apoyos para un golpe de Estado.

### Caída en desgracia
Progresivamente falto de apoyos entre la jerarquía franquista por su dialéctica populista nacionalsindicalista y por su cercanía a los nazis, en septiembre de 1941 fue defenestrado de la dirección de los Sindicatos Verticales. Según algunos autores, una de las razones de su destitución habría sido el pacto que había suscrito el 21 de agosto con el líder del Frente Alemán del Trabajo, Robert Ley, para enviar 100 000 trabajadores a Alemania, aunque posteriormente el acuerdo sería renegociado y los trabajadores reducidos a 15 000. Sin embargo, la principal razón que motivó su caída fue cuando se descubrió su antiguo pasado «masón». Según el historiador Stanley G. Payne, habría sido el general Saliquet el principal responsable de la aparición de pruebas sobre el pasado masón del delegado nacional de Sindicatos. Otros autores señalan la participación en su caída de agentes del servicio secreto británico, acción que habría estado relacionada por su abierta germanofilia.
El proceso contra Salvador Merino comenzó en julio de 1941, coincidiendo con su luna de miel en Mallorca. Merino regresó a Madrid rápidamente y rechazó las acusaciones. A pesar de la situación creada, mantuvo su puesto como delegado nacional de Sindicatos aunque suspendido de sus funciones; Germán Álvarez de Sotomayor, su segundo al mando, asumió la dirección accidental de los sindicatos. Finalmente, a comienzos de septiembre pidió a Serrano Suñer —presidente de la Junta Política de Falange— que aceptara su dimisión. Fue sustituido al frente de los Sindicatos por el también falangista Manuel Valdés Larrañaga.
En ese contexto, algún miembro del gabinete llegó incluso a pedir el fusilamiento de Salvador Merino. El 30 de octubre el Tribunal para la represión de la Masonería y el Comunismo le condenó a doce años de prisión, aunque la sentencia sería conmutada a doce años de exilio interior por el consejo de ministros.

### Vida posterior
Tras su caída en desgracia, fue expulsado del partido y quedó confinado en las islas Baleares. Con el cambio de rumbo de la guerra mundial quedó aún más alejado de los círculos de poder. No obstante, posteriormente encontraría trabajo como asesor en la industria textil catalana. Apartado de la política, se dedicó al mundo de los negocios; en las décadas de 1960 y 1970 llegaría a ser director gerente de Motor Ibérica. Falleció el 31 de julio de 1971.

## Vida personal
Contrajo matrimonio con María Fermina Coderch de Sentmenat, hermana del arquitecto José Antonio Coderch.

## Obras
- —— (1941). La Falange y su contribución al problema del campo. Antología. Gráficas Reunidas.